# Метју Рис (глумац)
Метју Рис Еванс (енгл. Matthew Rhys Evans; Кардиф, 8. новембар 1974) британски је глумац. Познат је по улози Кевина Вокера у серији Браћа и сестре (2006—2011) и Филипа Џенингса у серији Американци (2013—2018). Добио је награду Еми за програм у ударном термину и био ниминован за две награде Златни глобус.

## Биографија
Рођен је 8. новембра 1974. године у Кардифу. Матерњи језик му је велшки. Одрастао је у Кардифу, где је и завршио основно и средње образовање.
Током 2014. ушао је у везу с Кери Расел, колегиницом из серије Американци. Године 2016. добили су сина. Током интервјуа 2021. једно друго су називали супружницима, те се претпоставља да су се венчали.

## Филмографија

### Филм
| Улоге Метјуа Риса |                         |               |                 |          |
| Година            | Српски назив            | Изворни назив | Улога           | Напомена |
| 2015.             | Загорео                 |               | Монтгомери Рис  |          |
| 2017.             | Доушник                 |               | Данијел Елсберг |          |
| 2018.             | Могли: Легенда о џунгли |               | Џон Локвуд      |          |
| 2023.             | Медвед на кокаину       |               | Ендру Торнтон   |          |

### Телевизија
| Улоге Метјуа Риса |                |               |                         |              |
| Година            | Српски назив   | Изворни назив | Улога                   | Напомена     |
| 2003.             | Колумбо        |               | Џастин Брајс            | 1 епизода    |
| 2006—2011.        | Браћа и сестре |               | Кевин Вокер             | главна улога |
| 2013—2018.        | Американци     |               | Филип Џенингс           | главна улога |
| 2015.             | Арчер          |               | Лојд Луелин (глас)      | 1 епизода    |
| 2017.             | Девојке        |               | Чак Палмер              | 1 епизода    |
| 2019.             | Боџек Хорсмен  |               | Џастин Кенјон (глас)    | 1 епизода    |
| 2019.             | Бесконачни воз |               | Алозијус / Алрик (глас) | 2 епизоде    |
| 2020—данас        | Пери Мејсон    |               | Пери Мејсон             | главна улога |